# Lotyń (województwo wielkopolskie)
Lotyń (niem. Lottin) – wieś w Polsce położona w 
województwie wielkopolskim, w powiecie złotowskim, w gminie Okonek.
W latach 1954–1971 wieś należała i była siedzibą władz gromady Lotyń, po jej zniesieniu w gromadzie Okonek. W latach 1975–1998 miejscowość administracyjnie należała do województwa pilskiego.

## Położenie
Lotyń to wieś położona w środkowej części Pomorza Zachodniego. Obecnie należy do gminy Okonek znajdującej się w powiecie złotowskim (województwo wielkopolskie). W Lotyniu zamieszkuje 1 100 osób.

## Historia
Lotyń, to wieś o układzie widlicowym, która powstała w 1585 r. Została założona przez rodzinę Hertzbergów Arcemskich, wywodzącą się z wolnych chłopów kaszubskich, tzw. panków.
W centrum wsi zachował się szachulcowy kościół zbudowany w 1794 r. (zabytek II klasy) jako zbór ewangelicki, od 1945 roku, katolicki. Posiada wysmukłą wieżę. Dach pokryty jest gontem. Na wieży kościoła znajduje się dzwon z 1617 roku wykonany przez stargardzkiego ludwisarza Joahima Karstede. Wnętrze podzielone dwoma rzędami słupów na trzy nawy, między słupami ustawione są empory. Nawy są pokryte  drewnianymi stropami kolebkowymi z polichromią. Na wyposażenie wnętrza składają się: ołtarz ludowej roboty z XVIII w., krucyfiks, kaplica nagrobkowa Bogusława Hertzberga z XIX w. Przy kościele znajdują się liczne nagrobki między innymi z XIX w. dawnych właścicieli Lotynia. W 1993 roku wykonano złocenie ołtarza.

### Herb
W herbie Lotynia znajduje się jeleń na tle szachownicy.

## Gospodarka i Kultura
W miejscowości Lotyń działa Przedsiębiorstwo Wytwórczo-Handlowo-Usługowe „Plast-Rol”. Zakład ten zajmuje się przetwórstwem tworzyw sztucznych, uprawą ziemi, działalnością usługową w rolnictwie oraz usługami transportowymi. Oprócz tego działa tu Przetwórnia i Wędzarnia Ryb (Kalmar), firma Tomar Sp. z o.o., która zajmuje się zaopatrzeniem okolicznych rolników w środki ochrony roślin a także Przedsiębiorstwo Produkcyjno-Handlowe „Nassan”.
W 1997 roku wieś została zgazyfikowana.
W Lotyniu znajduje się:  szkoła podstawowa, ośrodek zdrowia, biblioteka publiczna, ochotnicza straż pożarna, parafia rzymskokatolicka i otwarta w roku 2015 kryta hala sportowa. W miejscowości znajduje się przystanek kolejowy Lotyń.

## Galeria

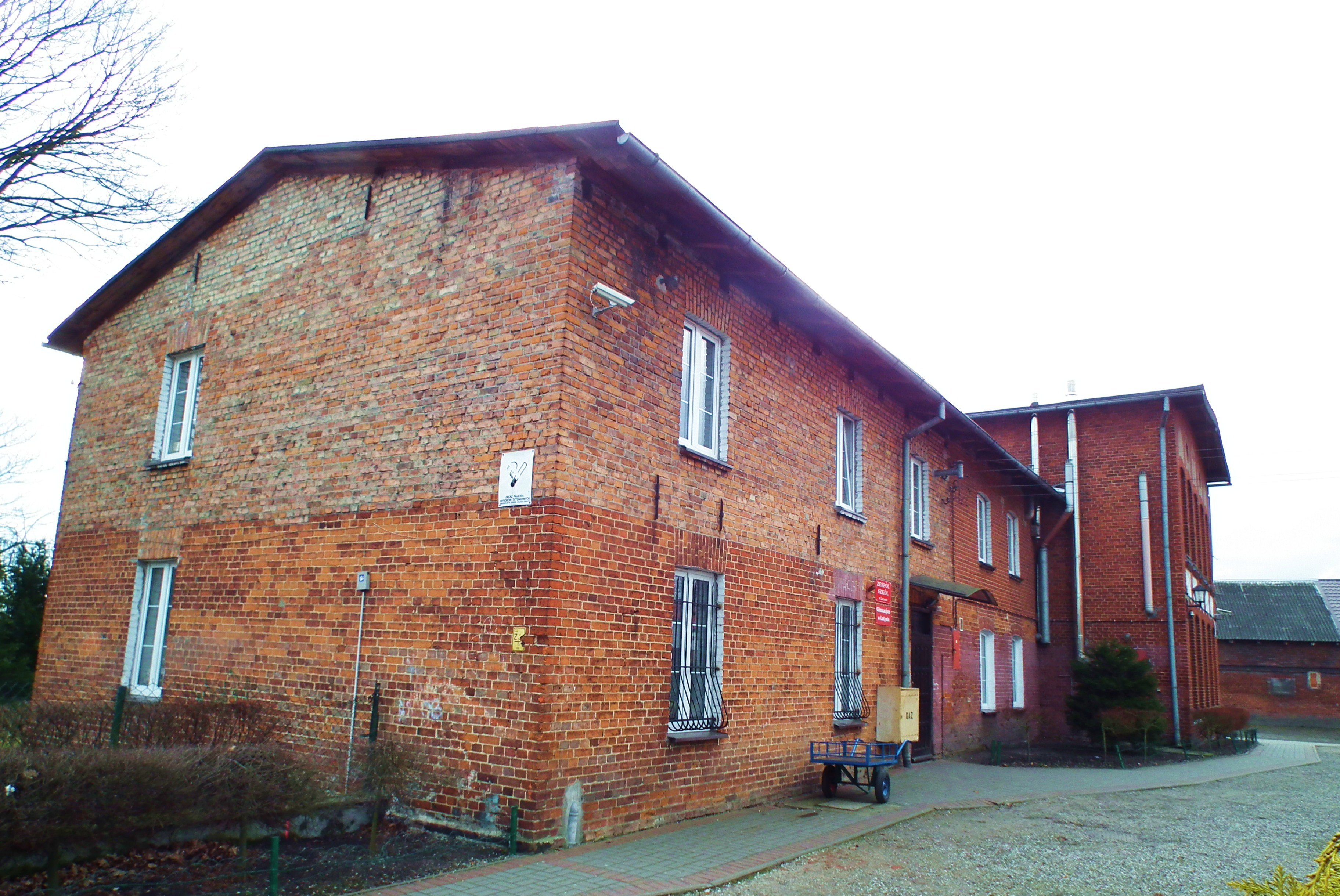
Stary budynek szkolny
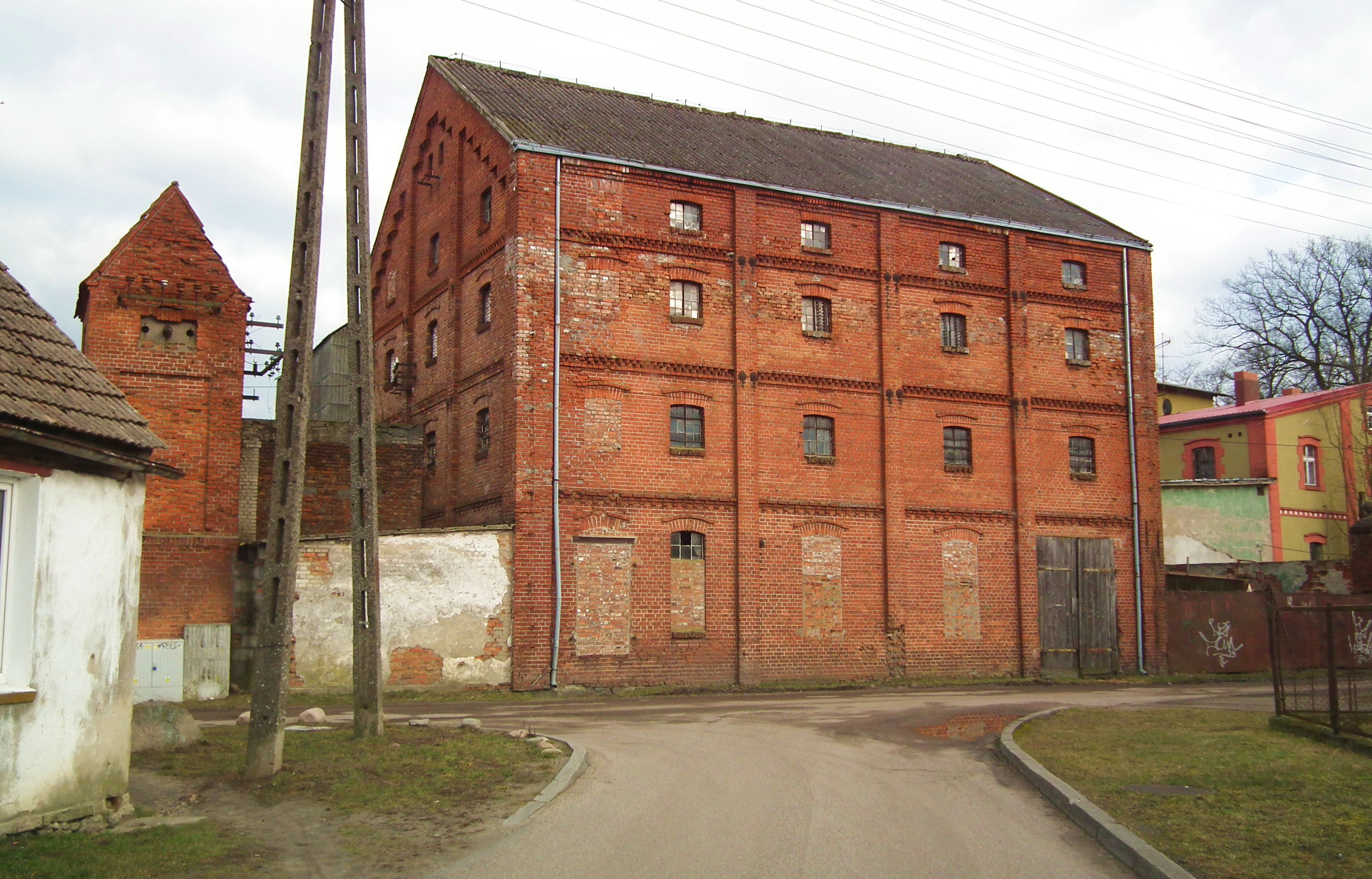
Spichlerz
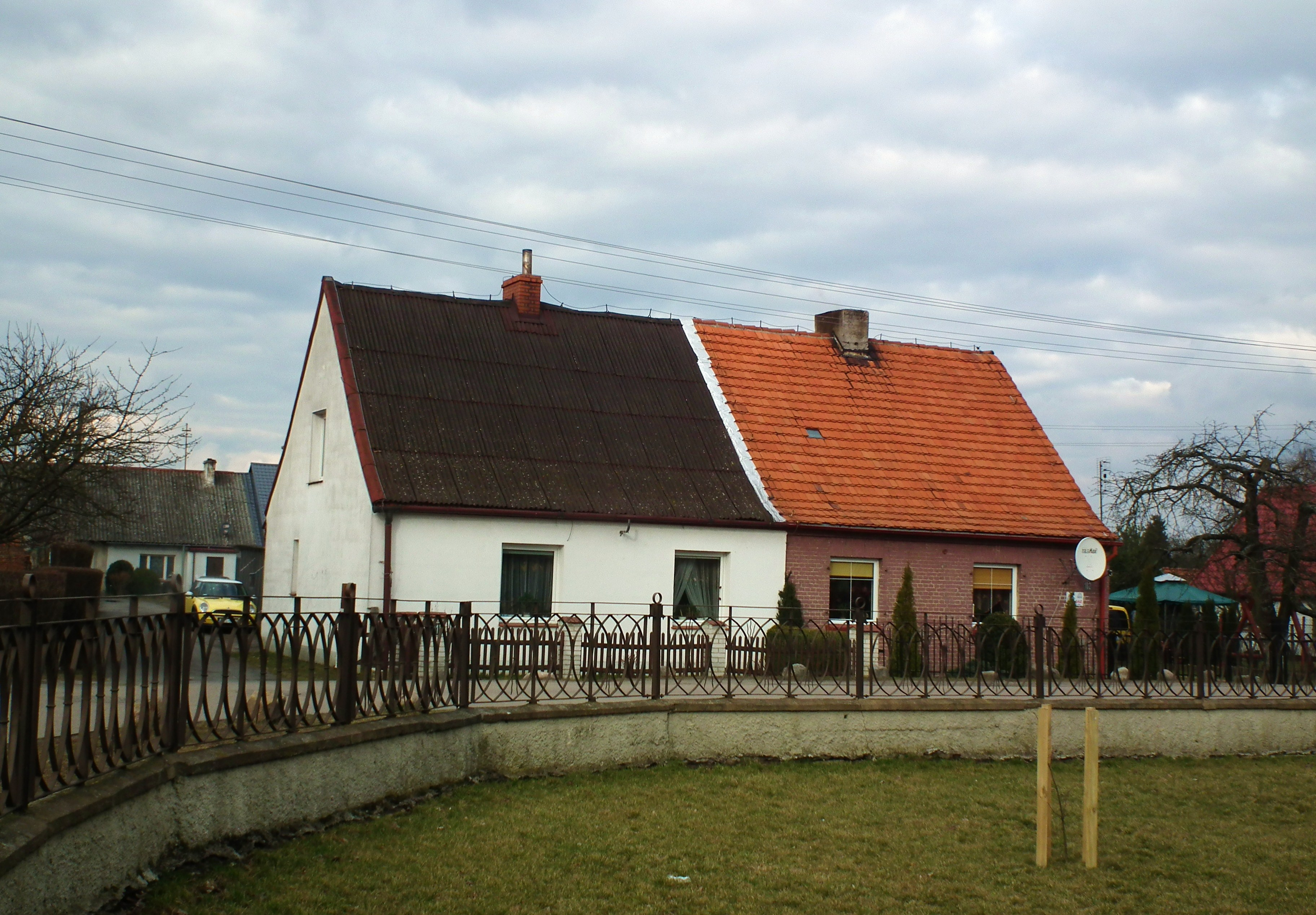
Fragment zabudowy wsi